# Dead to Rights: Reckoning
Dead to Rights: Reckoning es un videojuego de disparos en tercera persona desarrollado por Rebellion Developments y publicado por Namco para la consola PlayStation Portable. Fue puesto a la venta en América del Norte el 28 de junio de 2005, y en Europa el 3 de febrero de 2006. Es el tercer juego de la serie Dead to Rights, aunque su historia se sitúa antes que Dead to Rights II.

## Sinopsis
La historia se sitúa un tiempo antes de Dead to Rights II. Jack Slate, oficial de policía, junto con su fiel perro Shadow, reciben la misión de rescatar a la hija de un oficial de alto mando de Grant City, que ha sido secuestrada.

## Sistema de juego
El modo de juego es muy similar a Dead to Rights II: el jugador puede utilizar el tiempo bala, desarmar enemigos con variados movimientos, y la posibilidad de usar al perro Shadow para atacar. Al igual que Dead to Rights II, en este juego se han omitido los minijuegos en favor a la acción directa pura y dura.

## Recepción
Dead to Rights: Reckoning ha sido criticado por desarrollo demasiado repetitivo, que consiste en avanzar de habitación en habitación matando a todos los enemigos y culminando las misiones, en ocasiones, con la lucha contra un jefe final; pobre sistema de cámaras y controles del personaje; niveles reciclados de Dead to Rights II y una función multijugador mal implementada. El juego recibió un 5,7/10 en GameSpot y una puntuación similar de 54% en GameRankings.